# قورخمس‌خان شاملو
قورخمس‌خان شاملو از امیران قزلباش طایفه شاملو در دوره شاه اسماعیل دوم، شاه محمد خدابنده و شاه عباس یکم بود. در رویداد اردوکشی قزلباش به مازندران، مهدعلیا خیرالنساء بیگم دو تن از سرداران معروف قزلباش، پیره محمدخان استاجلو و قورخمس‌خان شاملو را با جمعی از سرداران مامور لشکرکشی به مازندران و تصرف قلعه فیروزجاه کرد. در این ماموریت موفقیتی نصیب آنها نگردید. قورخمس‌خان شاملو به دست شاه عباس یکم کشته می‌گردد.
وی در دوره صفوی مدتی حاکم همدان و قزوین بوده است.